# Retrospect Opera
Retrospect Opera，是一个成立于英国的小型组织，专门录制18到20世纪早期的重要英国歌剧。团队由负责音乐编辑、表演、教学与研究的专业人士组成，以原始乐谱为基础，完成细节修正后进行演奏与录制。Retrospect Opera成员的理念是让更多人能够亲耳听到那些他们曾经只能以书面形式阅读的歌剧作品。

## 历史
2016年8月，首张专辑：由埃塞尔·史密斯作曲的《The Boatswain’s Mate》正式发行。
2017年3月，收录了由狄更斯小说《匹克威克外传》改编、伯南德编写的歌剧《匹克威克》和乔治·格罗史密斯创作的《Cups and Saucers》的第二张专辑发行。
2017年11月，圣诞特辑：由查尔斯·迪布丁作曲的《Christmas Gambles》正式发行。

## 成员
- David Chandler：日本京都同志社大学文学部教授，于牛津大学取得博士学位，研究方向为英国浪漫派文学，同时对英国及意大利歌剧进行了广泛研究[2]。
- Valerie Langfield：自由音乐人、作家，负责音乐编辑与演出和录制指导。同时，她在二十世纪初英国作曲家Roger Quilter生平与作品方面进行了深入研究，并于2002年出版了专作《Roger Quilter: His Life and Music》[3]。
- Andy H. King：音乐评论作家，从事声乐与音乐理论研究，并负责市场营销。曾任伯明翰市立交响乐团合唱团经理人 ，并且为BBC 3台、BBC「逍遥音乐会」等音乐推广机构撰写节目介绍词。
- Christopher Wiley：萨里大学高级讲师，研究方向为古典音乐、音乐剧、流行音乐、电影与电视音乐，以及音乐与性别[4]。

## 事件
2017年3月，BBC 3台在「Building a Library」节目中，将《The Boatswain's Mate》评为精选推荐。